# Stockville
Stockville – wieś w Stanach Zjednoczonych, w stanie Nebraska, w hrabstwie Frontier.